# Chriodes kinabaluensis
Chriodes kinabaluensis är en stekelart som beskrevs av Gupta och Maheshwary 1974. Chriodes kinabaluensis ingår i släktet Chriodes och familjen brokparasitsteklar. Inga underarter finns listade i Catalogue of Life.